# Усманов, Мираброр Зуфарович
Мираброр Зуфарович Усманов (узб. Mirabror Zufarovich Usmonov; 4 июля 1947; Ташкент, Узбекская ССР, СССР — 15 марта 2019) — узбекский государственный, политический и спортивный деятель, президент Национального олимпийского комитета Узбекистана, Федерации футбола Узбекистана и Федерации футбола Центральной Азии, сенатор (2005—2010).

## Биография
Родился 4 июля 1947 году в Ташкенте. В 1978 году окончил Самаркандский кооперативный институт, по специальности экономист.
С 1961 по 1967 год — повар шестого разряда ресторана «Бахор» в Ташкенте. В 1970 году — заведующий по производству ресторана «Гулистон» в Ташкенте. С 1970 по 1986 год — директор ресторанов «Дустлик» и «Зарафшан», директор треста ресторанов Ташкента. С 1986 по 1990 год — начальник Главного управления общественного питания исполкома Ташкента.
С 1990 по 1992 год — министр торговли Республики Узбекистан. С 1992 по 1994 год — председатель компании «Узбексавдо». С 1994 по 2005 год — заместитель Премьер-министра Республики Узбекистан — курирующий отрасли торговли.
С 2005 по 2010 год — сенатор, работающий на постоянной основе в Комитете Сената Олий Мажлиса Республики Узбекистан по внешнеполитическим вопросам.
C 2006 по 2017 год — президент Федерации футбола Узбекистана.
C 2013 по 2017 год — президент Национального олимпийского комитета Узбекистана.
С 2015 по 2017 год — президент Федерации футбола Центральной Азии.
Скончался 15 марта 2019 года.

## Награды
- Орден «Мехнат шухрати» (1995)
- Почетная грамота Республики Узбекистан (1997)[6]
- Памятный знак «Узбекистон мустакиллигига 15 йил» (2006)
- Орден «Фидокорона хизматлари учун» (2007)[7]
- Орден «Эл-юрт Хурмати» (2011)[8]
- Орден ФИФА «За заслуги» (2014)[9]